# Джекі Розен
Жаклін Шеріл Розен (англ. Jacklyn Sheryl Rosen; нар. 2 серпня 1957, Чикаго, Іллінойс) — американська політична діячка, член Палати представників від 3-го виборчого округу Невади з 3 січня 2017 по 3 січня 2019 року. Сенаторка від штату Невада (з 2019).

## Життєпис
Розен народилася в Чикаго в родині Керол і Леонарда Спектор, її батько служив в Армії США в роки Корейської війни. У 1979 році отримала ступінь бакалавра психології в Університеті Міннесоти. Після його закінчення переїхала до батьків в Лас-Вегас. Там вона влаштувалась на роботу в компанію «Summa Corporation», також підробляла офіціанткою в розважальному комплексі «Сізарс-пелас». У 1980-х почала працювати на компанію «Southwest Gas», що займається наданням комунальних послуг, а потім відкрила свій власний бізнес в сфері консалтингу. У Лас-Вегасі Розен закінчила Коледж Південної Невади, де у 1985 році отримала диплом молодшої спеціалістки з обчислювальних та інформаційних технологій. Нині проживає в Гендерсоні (Невада) з чоловіком-радіологом; була президентом тутешньої реформістської синагоги. Серед передумов, які спонукали її піти в політику, називає філософію «тіккун олам».
У 2016 році Гаррі Рід, лідер демократичної меншості в Сенаті, який представляв Неваду, попросив Розен взяти участь в виборах в Палату представників в третьому окрузі штату. Діючий конгресмен, республіканець Джо Хек, відмовився від переобрання через участь у виборах в Сенат. Незважаючи на те, що вона не мала політичного досвіду, Розен вдалося (з перевагою в 3943 голосів) перемогти республіканця Денні Тарканяна.
Розен була кандидаткою від Демократичної партії на сенатських виборах в Неваді, що відбулися 6 листопада 2018 року, де здобула перемогу над чинним сенатором-республіканцем Діном Геллером. Під час виборчої кампанії вона отримала підтримку від колишнього президента Барака Обами і колишнього віце-президента Джо Байдена.

## Українофобія
- 25 квітня 2018 року, разом із групою конгресменів, виступила зі звинуваченнями на адресу Польщі й України в антисемітизмі[11]. А саме, звинуватила обидві держави та її уряди у возвеличуванні нацистів та заперечуванні Голокосту[12]. 9 травня того ж року Ваад України спростував ці звинувачення, а саму заяву конгресменів від Демократичної Партії назвав «антиукраїнською дифамацією», яку використовує російська пропаганда у війні проти України[13][14].